# Palacio de justicia del condado de Louisa (Iowa)
El Palacio de Justicia del condado de Louisa en Wapello, Iowa, Estados Unidos, fue construido en 1928. Fue incluido en el Registro Nacional de Lugares Históricos en 1981 como parte del Recurso Temático de los Palacios de Justicia del Condado de Iowa.  El palacio de justicia es el cuarto edificio que el condado ha utilizado para funciones judiciales y administrativas del condado.

## Historia
La legislatura del Territorio de Wisconsin eligió a Middle Wapello como sede del condado con exclusión de Upper y Lower Wapello. Los comisionados del condado aceptaron la decisión y las tres comunidades luego se fusionaron en una sola ciudad. El primer palacio de justicia del condado era una estructura de propiedad privada construida con troncos.  El condado construyó un juzgado de ladrillo en 1840. Tenía 40 por 22 pies (12,2 por 6,7 m) La estructura también fue utilizada como escuela. El condado no tenía dinero para pagarlo, por lo que aceptó pagarle al constructor el 20% de interés sobre los $1,300 que se le debían. En 1854 se construyó un nuevo palacio de justicia en Wapello por 9.577,69 dólares. Columbus Junction deseaba ser la sede del condado y recaudó 25.000 dólares y construyó un edificio de ladrillo de dos pisos para el juzgado. Cuando no lograron convertirse en la sede del condado, el edificio se convirtió en una escuela. El palacio de justicia actual se construyó en el mismo sitio que el edificio de 1854 y costó alrededor de 100.000 dólares.

## Arquitectura
El edificio de dos pisos fue diseñado en una versión simplificada del estilo Art Decó por la firma de arquitectura de Des Moines Keiffer, Jones y Thomas, y construido por Zohbon y Lewis de Des Moines. Está construido con ladrillos de color tostado y revestido de piedra. El palacio de justicia presenta una fachada simétrica con pabellones en los extremos que sobresalen ligeramente hacia adelante. Bajorrelieves de águilas tallados en piedra en el centro de los pabellones. La importancia del palacio de justicia se deriva de su asociación con el gobierno del condado y del poder político y prestigio de Wapello como sede del condado.